# Cheimerius matsubarai
Cheimerius matsubarai е вид бодлоперка от семейство Sparidae. Видът е уязвим и сериозно застрашен от изчезване.

## Разпространение
Разпространен е в Япония.